# Muevelo (песня Софии Рейес)
«Muévelo» (с исп. — «Двигайся») — дебютный сингл мексикано-американской поп-певицы Софии Рейес с её дебютного студийного альбома Louder!. Композиция записана в дуэте с Wisin и выпущена на лейбле Warner Music Latina 22 августа 2014 года.

## Релиз
20 августа на YouTube-канале Софии Рейес появляется лирик-видео на дебютный спанглиш сингл «Muévelo», записанный при участии пуэрто-риканского репера Wisin. 22 августа сингл появляется на iTunes и других цифровых платформах. Официальный видеоклип вышел 10 октября.

## Ремикс
3 февраля 2015 года состоялась премьера ремикса сингла «Muèvelo». Ремикс-версия была записана с репером Maffio.

## Список композиций
Альбомная версия и цифровая дистрибуция

1. «Muévelo» — 3:32

Ремикс-версия

1. «Muévelo» (Remix) — 3:28

## Награды и номинации
| Год  | Премия                       | Категория                      | Результат |
| ---- | ---------------------------- | ------------------------------ | --------- |
| 2014 | «Latin Music Italian Awards» | «Best Latin Dance Of The Year» | Номинация |
| 2015 | «Premios Quiero»             | «Mejor Video Artista Femenina» | Номинация |
| 2015 | «Premios Quiero»             | «Mejor Coreografía»            | Победа    |
| 2015 | «Neox Fan Awards»            | «El Hit Del Año»               | Номинация |

## Чарты и сертификации

### Чарты
| Страна  | Чарт (2014)                        | Высшая позиция |
| ------- | ---------------------------------- | -------------- |
| Мексика | Mexico Espanol Airplay (Billboard) | 7              |
| Мексика | Mexican Airplay (Billboard)        | 18             |
| Испания | PROMUSICAE                         | 37             |
| США     | Hot Latin Songs (Billboard)        | 25             |
| США     | Latin Pop Songs (Billboard)        | 18             |
| США     | Latin Airplay (Billboard)          | 40             |

### Сертификации
| Регион                                             | Сертификация | Продажи |
| -------------------------------------------------- | ------------ | ------- |
| Испания (PROMUSICAE)                               | Платина      | 40,000^ |
| Аргентина (CAPIF)                                  | Платина      | 20,000^ |
| ^ данные о партиях основаны только на сертификации |              |         |